# مارکتا هروبشووا
مارکِتا هروبشووا (چکی: Markéta Hrubešová؛ زادهٔ ۱۷ مارس ۱۹۷۲) بازیگر، مانکن، مجری و سرآشپز اهل جمهوری چک است.
از فیلم‌ها یا مجموعه‌های تلویزیونی که وی در آن‌ها نقش داشته است، می‌توان به خیابان، میلادا، ژیلتکی و تنهایی پرهیاهو اشاره نمود.